# Centrale melksnijtand
In een menselijk melkgebit zitten vier centrale melksnijtanden, één in ieder kwadrant (zie afbeelding). Deze tanden lijken qua kenmerken en functie sterk op de laterale melksnijtanden en de snijtanden in het algemeen. Snijtanden dienen om voedsel af te "snijden", dat vervolgens fijngekauwd wordt door de kiezen. Om aan hun functie te kunnen voldoen lopen de centrale melksnijtanden uit in een relatief scherpe rand.

## Ontwikkeling
De centrale melksnijtanden zijn meestal de eerste tandjes die doorkomen, zelfs voor de laterale snijtanden. Vaak zijn eerst de onderste centrale melksnijtanden aan de beurt. Bij baby's begint dit proces rond de 8 maanden en gaat gepaard met jeuk aan het tandvlees. Hierdoor merken veel ouders al voordat de tanden zichtbaar zijn, dat ze eraan komen; het kind heeft de neiging om op van alles te bijten. De melksnijtanden blijven daarna zo'n 6 jaar in de mond zitten, waarna ze worden gewisseld voor de uiteindelijke centrale snijtanden.

## Internationale tandnummering
Alle tanden en kiezen hebben door de internationale tandnummering een nummer gekregen, zodat het in de tandheelkunde meteen duidelijk is over welk gebitselement men praat. De nummering voor melkgebitten wijkt af van het systeem dat men gebruikt bij het volwassen gebit. Dit zijn de nummers die de centrale melksnijtanden aangeven;
- Rechtsboven: 51
- Linksboven: 61
- Linksonder: 71
- Rechtsonder: 81